# Crise russo-moldave de 2023
 (février 2023).
La mise en forme du texte ne suit pas les recommandations de Wikipédia : il faut le « wikifier ».
Les points d'amélioration suivants sont les cas les plus fréquents. Le détail des points à revoir est peut-être précisé sur la page de discussion.
- Les titres sont pré-formatés par le logiciel. Ils ne sont ni en capitales, ni en gras.
- Le texte ne doit pas être écrit en capitales (les noms de famille non plus), ni en gras, ni en italique, ni en « petit »…
- Le gras n'est utilisé que pour surligner le titre de l'article dans l'introduction, une seule fois.
- L'italique est rarement utilisé : mots en langue étrangère, titres d'œuvres, noms de bateaux, etc.
- Les citations ne sont pas en italique mais en corps de texte normal. Elles sont entourées par des guillemets français : « et ».
- Les listes à puces sont à éviter, des paragraphes rédigés étant largement préférés. Les tableaux sont à réserver à la présentation de données structurées (résultats, etc.).
- Les appels de note de bas de page (petits chiffres en exposant, introduits par l'outil «  Source ») sont à placer entre la fin de phrase et le point final[comme ça].
- Les liens internes (vers d'autres articles de Wikipédia) sont à choisir avec parcimonie. Créez des liens vers des articles approfondissant le sujet. Les termes génériques sans rapport avec le sujet sont à éviter, ainsi que les répétitions de liens vers un même terme.
- Les liens externes sont à placer uniquement dans une section « Liens externes », à la fin de l'article. Ces liens sont à choisir avec parcimonie suivant les règles définies. Si un lien sert de source à l'article, son insertion dans le texte est à faire par les notes de bas de page.
- La présentation des références doit suivre les conventions bibliographiques. Il est recommandé d'utiliser les modèles {{Ouvrage}}, {{Chapitre}}, {{Article}}, {{Lien web}} et/ou {{Bibliographie}}. Le mode d'édition visuel peut mettre en forme automatiquement les références.
- Insérer une infobox (cadre d'informations à droite) n'est pas obligatoire pour parachever la mise en page.

Pour une aide détaillée, merci de consulter Aide:Wikification.
Si vous pensez que ces points ont été résolus, vous pouvez retirer ce bandeau et améliorer la mise en forme d'un autre article.
La crise russo-moldave de 2023 est survenue en 2023 lorsque les tensions ont augmenté entre la Russie et la Moldavie à propos d'accusations de complot de coup d'État, de relations pendant la guerre russo-ukrainienne et du conflit en Transnistrie.

## Contexte
La Moldavie a condamné l'invasion de l'Ukraine par la Russie, déclaré l'état d'urgence de 60 jours et a complètement fermé son espace aérien pendant une semaine. Elle a accepté des réfugiés ukrainiens, et a  ouvert un compte bancaire pour les dons. De plus, elle a officieusement imposé des sanctions à la Russie, et interdit la télévision prorusse et les symboles.
Au cours de l'invasion de l'Ukraine, l'espace aérien de la Moldavie a été violé deux fois,. En outre, elle a connu quatre incidents de missiles à sa frontière avec l'Ukraine,,, et de multiples explosions ont été signalées en Transnistrie. Pour continuer, une crise énergétique a commencé.

## Crise

### Complot de coup d'État présumé
En 2023, Volodymyr Zelensky et Maia Sandu ont rendu public un prétendu complot de coup d'État dans lequel la Russie renverserait le gouvernement de la Moldavie. Le complot de coup d'État impliquait la Russie, des agents militaires infiltrés, des oligarques moldaves exilés et des groupes criminels.
Au milieu des soupçons de saboteurs parmi les supporters serbes, les autorités moldaves ont ordonné que le match entre le FC Sheriff Tiraspol et le FK Partizan lors des barrages à élimination directe de l'UEFA Europa Conference League 2022-23 se déroule à huis clos,.

### Préoccupations d'invasion

#### 2022
Le 1er mars 2022, une vidéo divulguée montrait le président biélorusse Alexandre Loukachenko debout devant une carte de bataille montrant une incursion en Moldavie depuis Odessa,,.
Le 1er septembre, le ministre russe des Affaires étrangères Sergueï Lavrov a averti la Moldavie que « toute action qui menacerait la sécurité de nos troupes [en Transnistrie] serait considérée [...] comme une attaque contre la Russie ».
Le 19 décembre, le chef du Service de renseignement et de sécurité de Moldavie a déclaré que la Russie prévoyait d'envahir la Moldavie au début de 2023,,. Il a déclaré que la Russie tenterait de créer un couloir terrestre vers la Transnistrie. Il a déclaré : « La question n'est pas de savoir si la fédération de Russie attaquera le territoire de la Moldavie, mais quand cela se produira ».

#### 2023
Le 4 février 2023, le ministre russe des Affaires étrangères Sergueï Lavrov a déclaré lors d'un entretien que la Moldavie était un nouveau « projet anti-russe » et que l'Occident faisait de la Moldavie « la prochaine Ukraine ».
Le 21 février, la Moldavie a averti que la Russie pourrait tenter de s'emparer de l'aéroport international de Chișinău afin de transférer des troupes lors d'un coup d'État. La Moldavie a également déclaré qu'elle se préparait à de multiples scénarios.